# دفتر حق تکثیر ایالات متحده آمریکا

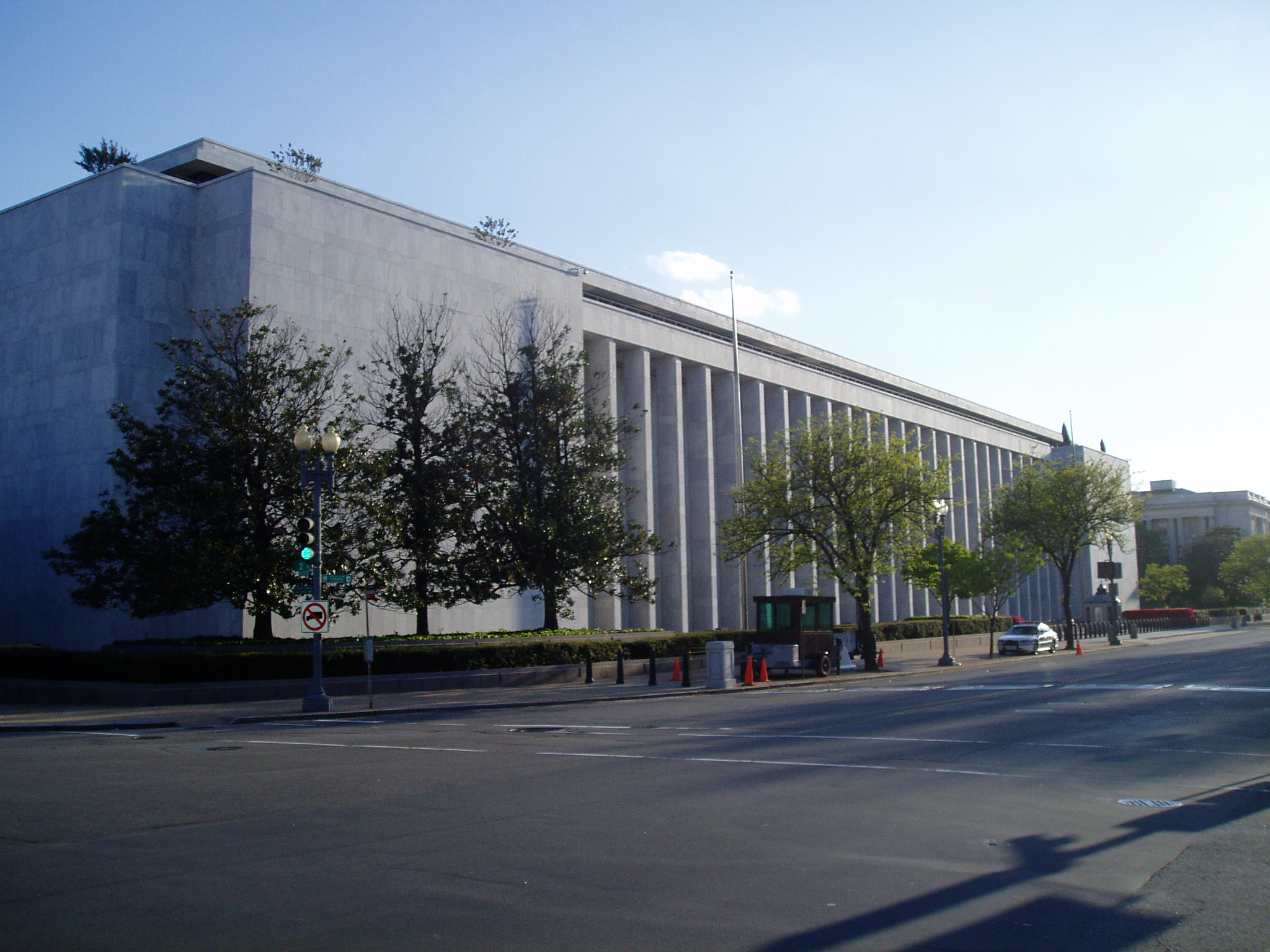
The James Madison Memorial Building, which houses the office

دفتر حق تکثیر ایالات متحده (به انگلیسی: United States Copyright Office) بخشی از کتابخانه کنگره آمریکا است که به طور رسمی از دولت ایالات متحده مسئولیت ثبت حق تکثیر و نگهداری کاتالوگ‌های حق تکثیر را برعهده دارد.